# Gabriel Zubeir Wako

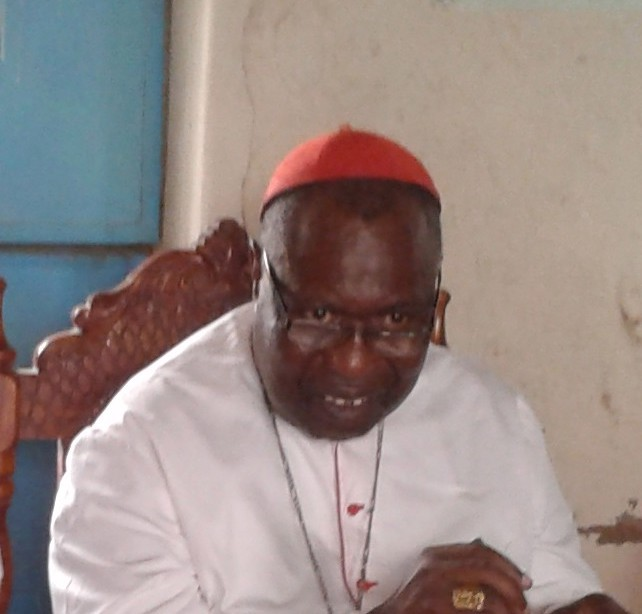
Gabriel Kardinal Zubeir Wako

 Gabriel Kardinal Zubeir Wako  (* 27. Februar 1941 in Mboro, Sudan) ist ein sudanesischer Geistlicher und emeritierter römisch-katholischer Erzbischof von Khartum.

## Leben
Gabriel Zubeir Wako studierte Katholische Theologie und empfing am 21. Juli 1963 durch Bischof Ireneus Wien Dud das Sakrament der Priesterweihe für das Apostolische Vikariat Wau. Im Verlaufe weiterer Studien spezialisierte er sich im Fachbereich Pastoraltheologie und erwarb das Lizenziat im Fach Theologie.
Die ersten Stationen seines priesterlichen Dienstes führten in die Pfarr- und Schulseelsorge im Distrikt Gogria. Anschließend leitete er viele Jahre ein Knabenseminar und arbeitete als Pfadfinderseelsorger.
Am 12. Dezember 1974 ernannte ihn Papst Paul VI. zum ersten Diözesanbischof der mit selbem Datum in den Rang eines Bistums erhobenen und in Diözese Wau umbenannten Apostolischen Vikariats Bahr al-Ghazal. Der Kardinalpräfekt der Kongregation für die Evangelisierung der Völker, Agnelo Rossi, spendete ihm am 7. April des folgenden Jahres die Bischofsweihe. Mitkonsekratoren waren der Apostolische Pro-Nuntius im Sudan, Erzbischof Ubaldo Calabresi, sowie sein Vorgänger in Wau und Erzbischof von Juba, Ireneus Wien Dud.
Papst Johannes Paul II. ernannte ihn am 30. Oktober 1979 zum Koadjutorerzbischof von Khartum. Mit dem altersbedingten Rücktritt von Agostino Baroni am 10. Oktober 1981 folgte er diesem als Erzbischof von Khartum nach. Ab 1992 war er Vorsitzender der sudanesischen Bischofskonferenz.
Papst Johannes Paul II. nahm ihn am 21. Oktober 2003 als Kardinalpriester mit der Titelkirche Sant’Atanasio a Via Tiburtina in das Kardinalskollegium auf.
Während der Sonntagsmesse am 10. Oktober 2010 entkam Zubeir Wako einem Attentat eines Muslims vom Stammesverband der Misseriye.
Papst Franziskus nahm am 10. Dezember 2016 seinen altersbedingten Rücktritt an.

## Mitgliedschaften
Kardinal Zubeir Wako war Mitglied folgender Dikasterien der Römischen Kurie:
- Kongregation für die Evangelisierung der Völker (ab 2003)[3]
- Päpstlicher Rat der Seelsorge für die Migranten und Menschen unterwegs (ab 2008)[4]
- Päpstlicher Rat Cor Unum (ab 2003)[3]